# Mercedes-Benz 260 D
El Mercedes-Benz 260 D, con código Mercedes-Benz W 138 según la designación interna de fábrica, fue uno de los tres primeros turismos con motor diésel fabricados en serie, junto con el Citroën Rosalie 11UD de 1933 y la versión diésel del Hanomag Rekord. El 260 D recibió este nombre en referencia a la cilindrada de su motor. Se montaron cerca de 2.000 vehículos hasta 1940, fecha a partir de la cual el grupo Daimler-Benz tuvo que dedicarse casi por completo a la fabricación militar.

## Serie de pilotos
Los primeros intentos de Daimler-Benz de montar un motor diésel de 6 cilindros en un chasis Mercedes-Benz Mannheim fracasaron finalmente debido a sus enormes vibraciones. En 1935 se instaló con éxito el motor más pequeño OM 138, 2545 cc con válvulas a la cabeza, de 4 cilindros en un chasis Mercedes-Benz 230 (W21). Empleaba el sistema de inyección de combustible diésel de Bosch y producía 45 HP (45,6 CV) a 3000 rpm. El coche pesaba aproximadamente 1530 kg (3373 lb) y podía alcanzar una velocidad máxima de 95 km/h (59 mph). Con la marca 260 D, el coche se presentó al público en el Salón del Automóvil de Berlín de 1936, aunque ya se habían fabricado 13 unidades en 1935. El coche resultó ser un buen vendedor.
De 1936 a 1937 se construyeron 170 pullman-landaulet basados en el chasis del W21, denominados Nullserie (SErie Cero) y utilizados únicamente como taxis, con una transmisión de tres velocidades más sobremarcha, sin sincronización en la primera marcha.

## Segunda serie
La segunda serie o mejorada se fabricó, a partir de 1937, la producción regular del 260D basado en el Mercedes-Benz W143, con una transmisión totalmente sincronizada de cuatro velocidades. El chasis se basaba en la tecnología contemporánea de Mercedes y contaba con suspensión delantera independiente de ballesta transversal y eje oscilante en la parte trasera.  Los frenos eran hidráulicos. Se fabricaron varios tipos de carrocería: berlinas, landaulette y cabriolets.  El coche destacó en su época por su buen ahorro de combustible de 9 L/100 km, en comparación con los 13 L/100 km de su homólogo con motor de gasolina.
La producción se detuvo en 1939 como consecuencia de la Segunda Guerra Mundial. Tras la guerra, la producción de automóviles con motor diésel se reanudó con el Mercedes-Benz 170D en 1949. En total, se construyeron 1.967 unidades del 230 D desde 1935.
Un ejemplar superviviente del coche se exhibe en el Museo Mercedes-Benz de Stuttgart, Alemania.